# Thorsten Nordenfelt

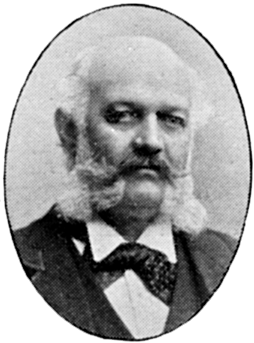

Thorsten Vilhelm Nordenfelt (Örby, 1 de marzo de 1842-Estocolmo, 8 de febrero de 1920) fue un inventor e industrial sueco.
Hijo de un coronel, que quizás orientó sus elecciones de productos más tarde, Después de una completa formación técnica, de 1862 a 1866 se dedicó a promover la venta de hierro sueco en Londres; emigró a Inglaterra tomando la nacionalidad a partir de 1867, cuando se casó con Emma Stansfeld Grundy. Junto con su cuñado, fundó una pequeña empresa que comerciaba con acero sueco para los ferrocarriles británicos en 1887. Más tarde fundó la Nordenfelt Guns and Ammunition Company, Ltd., para desarrollar una ametralladora diseñada por Helge Palmcrantz al que compra la patente, por lo que se denominó ametralladora Nordenfelt. Su compañía también diseñó una amplia gama de armas en calibres de 37 a 57 mm, que se produjeron en Erith, Kent, Estocolmo y España. 
En 1888 Rothschild & Co. emitió 1,9 millones de libras en acciones para financiar la fusión de la compañía del inventor Hiram Maxim, la Maxim Gun Company y formar la Maxim Nordenfelt Guns and Ammunition Company. Después de una bancarrota personal, cuya causa, fue el tema de uno de los casos judiciales más famosos de la historia en 1894, Nordenfelt vs Maxim; en el que Nordenfelt, afirmó con éxito que "la condición de adquisición que le impedía competir con Maxim durante 25 años "de cualquier manera" era una restricción irrazonable del comercio"; sin embargo, no logró que se revocara la condición principal que, impedía a Nordenfelt competir con Maxim en el comercio de armas y municiones durante 25 años. Nordenfelt fue forzado a salir de la empresa Nordenfelt-Maxim en 1890 y dejó Inglaterra por Francia, donde su nueva compañía, la Société Nordenfelt, diseñó la recámara de tornillo excéntrico que se utilizó en el Canon de 75 mm modèle 1897. En 1903 se retiró regresando a Suecia en donde falleció en 1920.

## Sumergibles
Conversaciones entre Thorsten Nordenfelt y el reverendo anglicano George Garrett llevó a la producción de una serie de sumergibles propulsados por máquinas de vapor. El primero fue el Nordenfelt I, de 55/60 tn y 19,5 m de largo buque similar al nefasto Resurgam (1879) de Garret, con una autonomía de 240 km y el primero en ir equipado con el torpedo Whitehead y una ametralladora (por supuesto Nordenfelt) de 25,4 mm. Fue fabricado por Bolinders en Estocolmo en 1884-1885. Como el Resurgam, navegaba en superficie mediante una máquina de vapor de 100 cv con una velocidad máxima de 9 nudos. Realizó una demostración internacional de su buque, presenciada por las más distinguidas personalidades, entre ellas el príncipe de Gales y la zarina de Rusia. También estuvieron presentes oficiales navales y militares de casi toda Europa, de Japón y de Brasil, pero las grandes potencias no se interesaron por el mismo; sin embargo, las naciones menores, deseosas de aumentar su prestigio, presentaban posibilidades comerciales. De este modo, y con la promesa de facilidades de pago, el "hombre de negocios" Basil Zaharoff logró vender el primer sumergible a los griegos y fue entregado en la Base Naval de Salamina en 1886. Tras las pruebas de aceptación, nunca fue usado de nuevo por la marina helénica y fue desguazado en 1901.
Luego este mismo personaje convenció a los turcos de que el sumergible griego resultaba una amenaza para ellos, y les vendió dos unidades. Nordenfelt, construyó los Nordenfelt II y III nombrados Abdül Hamid en 1886 y Abdülmecit en 1887. Eran un par de sumergibles de 30 m de eslora y 176 t con tubos lanzatorpedos dobles, para la Armada Otomana. Construidos en secciones por Des Vignes (Chertsey) y Vickers (Sheffield), se ensamblaron en el astillero naval de Taşkızak, en Estambul. El Abdul Hamid se convirtió en el primer submarino en la historia que disparó un torpedo estando sumergido hundiendo un viejo barco objetivo aunque, al dispararlo por la consiguiente pérdida de peso y su mal diseño se levantó de proa y se hundió de popa.
Los esfuerzos de Nordenfelt culminaron en 1887 con el Nordenfelt IV de 38’1 m y 270 t, propulsado por dos máquinas y con tubos lanzatorpedos gemelos. Fue vendido a los rusos, pero resultó muy inestable y encalló cuando era remolcado en su viaje de entrega en la costa de Jutlandia el 8 de septiembre de 1888. Cuando los rusos se negaron a pagar por él, fue desechado.
Los Abdül Hamid y Abdülmecit fueron revisados en 1914 por técnicos de la Armada Imperial alemana en Estambul. Los submarinos fueron considerados brevemente para su uso en defensa del puerto, pero se encontró que sus cascos estaban demasiado corroídos para tales cometidos.